# Живот је склопио круг
Живот је склопио круг је песма југословенског и босанскохерцеговачког певача Сабахудина Курта са којом је представљао Југославију на Песми Евровизије 1964. године у Копенхагену.
Музику је компоновао Срђан Матијевић, док је текст написао српски песник Стеван Раичковић. Песма је премијерно изведена на југословенском националном избору који је одржан 5. фебруара у словеначком Трбовљу. Након гласова 4 регионална жирија Сабахудин Курт је имао једнак број бодова као и Марјана Держај са песмом Златни април, али је заузео прво место захваљујући већем броју максималних оцена.
У финалу Песме Евровизије 1964. које је одржано 21. марта југословенски представник наступио је као 13. од 16 такмичара. Оркестром је током наступа уживо дириговао Радивој Спасић. Југословенски представник није освојио ни један бод, што ће остати најлошији пласман Југославије у историји овог такмичења.